# Thompson (Band)
Marko Perković (* 1966) ist ein kroatischer Sänger, der seit den 1990er Jahren unter seinem Spitznamen Thompson auftritt. Dem in seinem Heimatland erfolgreichen Musiker wird wegen seiner Texte und Auftritte die Verherrlichung des kroatischen Faschismus vorgeworfen.

## Namensgebung
Den Spitznamen Thompson erhielt Sänger Perković als Anspielung auf die im Kroatienkrieg von ihm benutzte Maschinenpistole der Marke Thompson. Perković gehörte dem Bataillon Čavoglave (Bojna Čavoglave) an, der Einheit seines Heimatortes. Bei der Verteilung der Waffen kam Perković spät. Daraufhin erhielt er eine alte Thompson, die noch verfügbar war. Von da an zogen ihn seine Kameraden wegen dieser Waffe auf und gaben ihm seinen Spitznamen.

## Konzerte und Auftritte
Eine Welttournee begann im September 2002 vor 40.000 Besuchern in Split. Die Tournee, während der Perković auch sein bestbesuchtes Konzert in Deutschland in Frankfurt am Main vor 13.000 Besuchern gab, endete im Mai 2005 in Sydney, Australien. Im November 2007 begann eine Konzerttournee durch Nordamerika.
Laut der New York Sun wurde ein im November 2007 geplantes Konzert in Toronto zunächst abgesagt, nachdem die kanadische „Task Force Against Hate“ dagegen protestiert hatte. Das Konzert fand dann auf einem Privatgrundstück statt, auf das die Veranstalter 5000 Fans per Mail und SMS gelotst hatten. Der Ticketverkauf für das Konzert in Manhattan wurde unter anderem durch die örtliche kroatische Kirchengemeinde abgewickelt. Gegenüber dem Simon Wiesenthal Center erklärte der kroatische Botschafter, dass man sich von dem Auftritt distanziere. Auch liege keine Einladung durch ein Mitglied des kroatischen diplomatischen Corps vor.

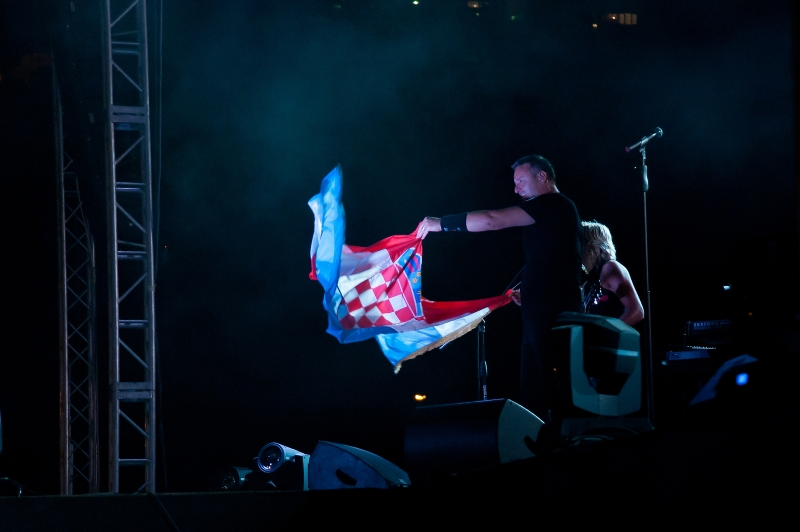
Frontmann Perković bei einem Konzert (2013)

Bei Konzerten wurde auch das faschistische Ustascha-Lied Jasenovac i Gradiška Stara gespielt, das die Tötung von Juden und Serben in den Konzentrationslagern Jasenovac und Stara Gradiška verherrlicht. Perković bestritt zunächst, dieses Lied gesungen zu haben, und gab es erst zu, nachdem ein entsprechender Mitschnitt eines Konzerts auftauchte. Perković äußerte, er distanziere sich vom Rechtsradikalismus bzw. der Ustascha-Ideologie. Er sehe sich selbst als „Patriot“. Beobachter ordnen ihn jedoch als nationalistisch ein.
Im Mai 2007 wurde ein in Sarajevo anlässlich des 10. Jahrestages des Besuchs von Papst Johannes Paul II. geplantes Benefizkonzert zugunsten kroatischer Studenten abgesagt. Die als Organisator auftretende „Kroatische Katholische Wohlfahrt“ (HKKD) hatte diese Entscheidung getroffen, nachdem mehrere Mitglieder anonyme Drohungen erhalten hatten.
Nach der Ankündigung eines Konzerts im luzernischen Kriens im September 2009 demonstrierten die Schweizer Jungsozialisten gegen Perkovićs Auftreten. Die Luzerner Regierung wandte sich an das Bundesamt für Polizei, das am 29. September 2009 mit Verweis auf die Rassismus-Strafnorm ein Einreiseverbot gegen Perković verhängte. Das Bundesamt berief sich auf die Ergebnisse des Dienstes für Analyse und Prävention, das eine Verherrlichung der kroatischen Faschisten in den hetzerischen Texten Perkovićs festgestellt hatte. Das kroatische Außenministerium wandte sich daraufhin in einer diplomatischen Note an die Schweizer Botschaft und bestellte den Schweizer Botschafter ins kroatische Außenministerium. Der kroatische Staatspräsident Stjepan Mesić kritisierte darauf das Außenministerium und verteidigte die Schweiz bezüglich des Einreiseverbots. Auch in der Gespanschaft Istrien und den Niederlanden wurden Auftritte Perkovićs verboten.
Nach sechsjährigem Auftrittsverbot in der Schweiz fand am 5. Dezember 2015 ein Konzert in Freiburg im Üechtland statt, bei dem es Auflagen zu den gesungenen Stücken gab. Dagegen wurde ein geplantes Konzert im österreichischen Kremsmünster durch den Bürgermeister abgesagt. Im Zuge der Absage hatte der österreichische Verfassungsschutz ein Gefahrenpotential gesehen.
Im Juli 2025 trat Perković vor hunderttausenden Zuschauern in Zagreb auf (nach unterschiedlichen Schätzungen zwischen 281.774 bis 504.000 Besucher; im Vorverkauf wurden 450.000 Karten verkauft). Im Vorfeld des Konzerts wurden Touristen vor dem Besuch der von Fans überfüllten Stadt gewarnt. Das Konzert gilt eines der größten je in Europa veranstalteten kommerziellen Musikevents. Viele der Konzertbesucher waren jünger als 28 Jahre, sind also erst nach dem Kroatienkrieg geboren, von dem viele der Lieder handeln. Medienberichten zufolge waren bei dem Event auch Symbole und Zeichen der Ustascha zu sehen. Mehrere serbische Politiker, darunter der rechtspopulistische Präsident Aleksandar Vučić und der liberale Ex-Präsident Boris Tadić, kritisierten die Veranstaltung als Fanal gegen die Völkerverständigung. Auch in Kroatien selbst gab es Kritik.

## Fußball-WM 2018: Thompson und die kroatische Nationalmannschaft
Im Kontext des Erfolges der kroatischen Fußballnationalmannschaft wurde bekannt, dass die Spieler in der Kabine Thompsons Musik hörten. Marko Perković nahm ebenfalls an der Fahrt im offenen Bus der Nationalmannschaft bei der Ankunft und Triumphfahrt durch Zagreb teil.

## Sonstiges
An Merchandising-Ständen gab es neben schwarzen T-Shirts mit ihrem Markenzeichen, einem Schwert, auch Sliwowitz-Flaschen zu kaufen, auf denen das Konterfei des HVO-Generals Ante Gotovina prangte. Auch sammelte Perković Geld für die Verteidigung von Gotovina, der in Den Haag wegen Kriegsverbrechen angeklagt war und freigesprochen wurde.

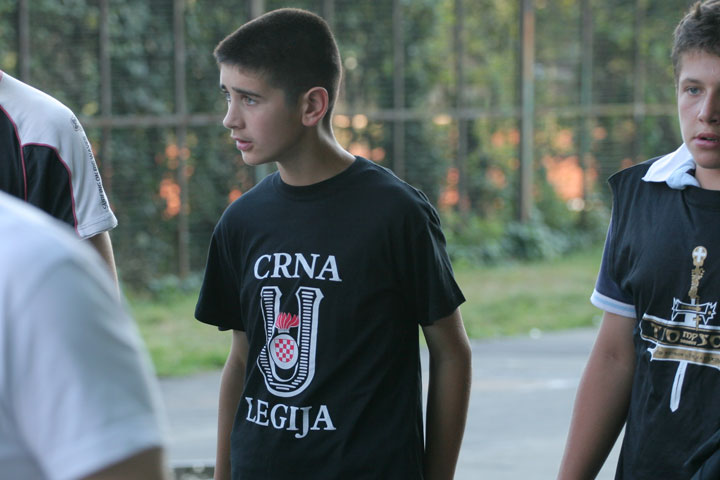
Jugendlicher Fan mit Crna Legija-T-Shirt

Fans treten bei Konzerten teilweise in schwarzer Kleidung und Symbolen der Ustascha-Bewegung auf oder tragen Symbole der „Schwarzen Legion“ (Crna legija). So wurden bspw. bei einem Konzert im Mai 2009 mit 20.000 Besuchern in Zagreb drei Personen wegen Tragens von Ustascha-Symbolen festgenommen. Der Gruß „Za Dom Spremni!“ (Für die Heimat bereit) der Ustascha-Bewegung wird häufig skandiert. Bei einzelnen Konzerten wurde der Hitlergruß gezeigt. Perković distanzierte sich in einem Interview vor einem Konzert in Vukovar am 13. April 2007 von Fans, die mit Ustascha-Symbolen auf ihrer Kleidung zum Konzert kämen. Er könne den Fans keine Kleidervorschriften machen, aber sie sollten lieber Symbole des kroatischen Unabhängigkeitskrieges tragen als Ustascha-Symbole.

## Rezeption
Die Presse sieht Thompson in der Regel kritisch. Die häufigsten Vorwürfe beziehen sich dabei auf eine Verherrlichung des kroatischen Faschismus im Zweiten Weltkrieg. Thompson würde einen Nationalismus bedienen, der in der kroatischen Gesellschaft tief verwurzelt ist und über den rechten Rand hinausgeht. Hierbei wird gerne auf verschiedene Stimmen der kroatischen Politik verwiesen, die sich von Thompson distanzieren. Die kroatische Staatsanwaltschaft ermittelte im Jahr 2003 wegen des Verdachts der Volksverhetzung, jedoch wurde keine Anklage erhoben. Ein weiterer Vorwurf bezieht sich auf die Unterstützung der vom internationalen Kriegsverbrechertribunal ICTY angeklagten kroatischen Generäle.
Als Indiz für die Kritik wird häufig das Verbot eines Auftritts in Umag im Jahr 2008 angeführt, das in Kroatien zu heftigen Diskussionen führte. Hunderte Politiker, Intellektuelle und Bischöfe unterzeichneten eine Petition gegen das Verbot. Ebenso äußerte sich der Leiter des „Kroatischen Helsinki-Komitees“ für Menschenrechte (HHO), Ivo Banac, kritisch zum Verbot angesichts der Tatsache, dass weder sicherheitsrelevante noch rechtliche Gründe angeführt wurden, die ein Verbot des Auftritts rechtfertigten. Der Lokalpolitiker der regionalen, linksliberalen Partei IDS, Damir Kajin, hatte das Verbot mit Unterstützung des damaligen kroatischen Staatspräsidenten Stipe Mesić durchgesetzt.

## Diskografie

### Studioalben
- 1992: Moli, mala
- 1995: Vrijeme škorpiona
- 1996: Geni kameni
- 1998: Vjetar s Dinare
- 2002: E, moj narode
- 2006: Bilo jednom u Hrvatskoj
- 2013: Ora et labora

### Kompilationen
- 2003: Sve najbolje (HR: Gold)[32]
- 2008: Druga strana
- 2015: The Best of Collection
- 2016: Antologija
- 2019: Original Album Collection

### Singles (Auswahl)
| - 1998: Pukni, Puško - 1998: Zaustavi Se, Vjetre - 1998: Lijepa Li Si - 1998: Prijatelji - 1998: Crne Noći, Bijeli Putevi - 2002: Moj Ivane - 2002: Iza Devet Sela - 2002: Neć Izdat Ja - 2002: Reci, Brate Moj - 2002: Ne Varaj Me - 2002: E, Moj Narode - 2002: Stari Se - 2002: Geni Kameni - 2003: Sude Mi (mit Miroslav Škoro) | - 2006: Dolazak Hrvata - 2006: Neko Ni'ko Ne Dira U Moj Mali Dio Svemira - 2006: Kletva Kralja Zvonimira - 2006: Moj Dida I Ja - 2006: Sine Moj - 2006: Duh Ratnika - 2006: Lipa Kaja - 2006: Početak - 2008: Bojna Čavoglave - 2008: Anica - Kninska Kraljica - 2013: Samo Je Ljubav Tajna Dvaju Svjetova - 2013: Bosna - 2024: Ako ne znaš šta je bilo (mit Hrvatske ruže) |

### Videoalben
- 2002: Poljud (limitierte Auflage von 2500 Stück)
- 2004: Turneja – E, moj narode
- 2007: Turneja – Bilo jednom u Hrvatskoj
- 2013: Poljud